# 博勒姆伍德足球俱乐部
波利咸活特足球會（英語：Boreham Wood Football Club，/ˌbɔːrəmˈwʊd/）是位於英格蘭赫特福德郡南部博勒姆伍德的足球會，以美度公園球場（Meadow Park）作為主場球場。成立於1948年，暱稱｢活特｣（the Wood），以鄰近的圣阿尔班斯（St Albans City）為主要敵對球隊，歷來曾兩度晉級英格蘭足總盃資格賽第二圈。波利咸於2015年透過議南聯附加賽升級到英格蘭足球聯賽系統第五級的議會超級聯賽作賽。

## 大事紀年
| 年 份   | 事 項 |
| ------- | --- |
| 1963-64 | 斯巴達聯賽（Spartan League）亞軍 |
| 1965-66 | 斯巴達聯賽亞軍 |
| 1966-67 | 加入雅典人聯賽（Athenian League）乙組                                                                                                |
| 1968-69 | 雅典人乙組聯賽冠軍； 升班甲組 |
| 1969-70 | 雅典人甲組聯賽亞軍；升班超聯組 |
| 1973-74 | 因部份球隊脫離，雅典人聯賽取消超聯組，縮減回兩組。雅典人甲組聯賽冠軍                                                                 |
| 1974-75 | 加入伊斯米安乙組聯賽 |
| 1976-77 | 伊斯米安乙組聯賽冠軍；升班甲組 |
| 1977-78 | 伊斯米安甲組聯賽更名超聯組 |
| 1982    | 超聯組排第廿二位，降班甲組 |
| 1994-95 | 伊斯米安甲組聯賽冠軍；升班超聯組 |
| 1997-98 | 伊斯米安聯賽超聯組亞軍 |
| 2000    | 超聯組排第廿一位，降班甲組 |
| 2000-01 | 伊斯米安甲組聯賽冠軍；升班超聯組 |
| 2003    | 超聯組排第廿二位，降班甲組北區 |
| 2004-05 | 參加南部聯賽東部組 |
| 2005-06 | 晉級足總錦標準決賽；南部聯賽東部組冠軍                                                                                               |
| 2006-07 | 再次加入伊斯米安聯賽超聯組 |
| 2009-10 | 超聯組排第四位，附加賽準決賽1-0淘汰埃弗利（Aveley），決賽2-0擊敗金斯頓尼安（Kingstonian）；升班議南聯                                |
| 2014-15 | 議南聯排第二位，附加賽準決賽兩回合累計4-2淘汰哈雲特（Havant & Waterlooville），決賽1-1，加時2-1擊敗懷特豪克（Whitehawk）；升班議超聯 |

## 榮譽

### 聯賽
- 英格蘭足球議會南部聯賽
  - 附加賽冠軍（1）：2014/15年；
- 依斯米安聯賽超聯組
  - 亞軍（1）：1997/98年；
  - 附加賽冠軍（1）：2009/10年；
- 依斯米安聯賽甲組（1977年前稱為乙組） 
  - 冠軍（3）：1976/77年、1994/95年、2000/01年；
- 南部聯賽東部組
  - 冠軍（1）：2005/06年；
- 雅典人甲組聯賽
  - 冠軍（1）：1973/74年；
  - 亞軍（1）：1969/70年；
- 雅典人乙組聯賽
  - 冠軍（1）：1968/69年；

### 盃賽
- 伊斯米安聯賽盃
  - 冠軍（1）：1996/97年；
  - 亞軍（1）：1998/99年；
- 伊斯米安聯賽會員盃
  - 亞軍（2）：1994–95, 1995–96
- 倫敦高級盃[2]
  - 亞軍（1）：1989/90年；
- 赫特福德郡高級挑戰盃
  - 冠軍（5）：1971/72年、1998/99年、2001/02年、2007/08年、2013/14年；
- 赫特福德郡慈善盃
  - 冠軍（5）：1980/81年、1983/84年、1985/86年、1988/89年、1989/90年；
- 倫敦挑戰盃
  - 冠軍（1）：1997/98年；

## 外部連結
- 波利咸官網
- Facebook（页面存档备份，存于）

51°39′43″N 0°16′20″W / 51.66194°N 0.27222°W